# グレートブリテン共産党 (暫定中央委員会)
グレートブリテン共産党 (暫定中央委員会)（Communist Party of Great Britain (Provisional Central Committee) CPGB-PCC）は、イギリスの共産主義政党。同名のグレートブリテン共産党 (マルクス・レーニン主義)とは何の繋がりもなく、無関係である。機関紙は「ウィークリー・ワーカー」（週刊）。2012年現在党首は存在せず、集団指導体制となっているが、ナショナル・オルガナイザーをマーク・フィッシャーが務めている。

## 概要
1977年に路線対立で英国新共産党から分裂して誕生した「グレートブリテン共産党」がこの組織の起源である。グレートブリテン共産党が崩壊した後、党の再建を目指して結党された。
党員ではないが、旧ソ連の反体制派の人物であったボリス・カガルリツキー、イスラエルの新左翼団体「マツペン」発起人の一人であるモーシェ・マホーバー、大学教授のヒレル・ティックティンなどが、CPGB-PCCの集会で講演したことがある。
CPGB-PCCは、旧ソビエト連邦とその衛星国を「官僚的社会主義」とかねてから批判していた。そして、ソビエト連邦のいかなる理論も支持しなかった。
コソボ紛争の際には、一貫してコソボ解放軍（KLA）を支持し、コソボのセルビア（当時はユーゴスラビア）からの独立を支持した。